# Moody Air Force Base
Moody AFB is een vliegbasis van de United States Air Force en plaats (census-designated place) bij Valdosta in de Amerikaanse staat Georgia, en valt bestuurlijk gezien onder Lowndes County.
De 29th Training Wing werd in 1941 opgericht op Moody Field voor primaire vliegopleiding. Aanvankelijk heette het in juni 1941 Valdosta Airfield, maar op 6 december 1941 werd het omgedoopt tot Moody Army Air Field. De naamgever van de basis, majoor George Moody (1908-1941), was een testpiloot van het US Army Air Corps die op 5 mei 1941 omkwam bij een crash van het prototype Beech Model 25 tweemotorig trainingsvliegtuig tijdens zijn eerste testvlucht in Wichita, Kansas. Het Model 25 werd uiteindelijk de AT-10 "Wichita", die tijdens de Tweede Wereldoorlog uitgebreid op Moody Field werd gevlogen.
Op 13 januari 1948 werd de basis omgedoopt tot Moody Air Force Base. Op 1 april 1951 werd Moody AFB overgedragen aan Strategic Air Command (SAC) Sinds 2006 is de 23rd Fighter Group actief op de basis, met A-10C Thunderbolt II.  In juni 2023 kondigde de USAF aan dat voor de twee squadrons deze vervangen worden door Lockheed Martin F-35A Lighting II vanaf 2029.

## Demografie
Bij de volkstelling in 2000 werd het aantal inwoners vastgesteld op 993.

## Geografie
Volgens het United States Census Bureau beslaat de plaats een oppervlakte van
1,0 km², geheel bestaande uit land.

## Plaatsen in de nabije omgeving
De onderstaande figuur toont nabijgelegen plaatsen in een straal van 20 km rond Moody AFB.